# Inodrillia ino
Inodrillia ino är en snäckart som beskrevs av Bartsch 1943. Inodrillia ino ingår i släktet Inodrillia och familjen Turridae. Inga underarter finns listade i Catalogue of Life.